# Károli-biblia
A Károli-biblia vagy Károlyi-biblia  a legrégibb fennmaradt teljes, magyar nyelvre lefordított Biblia. Első, 1590. évi kiadása a kiadás helyéről vizsolyi Biblia néven ismert. A ma használt, az évszázadok során átdolgozott, de archaikus nyelvi állapotát őrző változata az első fordító tiszteletére kapta a nevét.  A fordítást Károlyi Gáspár és lelkésztársai végezték, a könyv kinyomtatásában pedig Mantskovits Bálint nyomdász segédkezett. A bibliafordítás 2015 januárjában bekerült a hungarikumok közé.

## A fordítás és a fordító neve
A fordítás megnevezése szempontjából döntő, hogy a kiadások impresszumában évszázadok óta következetesen "Károli Gáspár" néven tüntetik föl a fordítót, aki ilyen névformában lett a Károli Gáspár Református Egyetem névadója is. A lelkész ugyanakkor latinosan, Caroli-ként írta a nevét, és valószínűleg "Károlyi"-nak ejtette, mivel a név szülővárosára, Nagykároly településre utal. Emiatt az tűnik legjobb megoldásnak, hogy "Károli-Biblia"-néven írjuk a könyvet, de Károlyi Gáspárnak a fordítót. Fontos ugyanakkor, hogy kiejtve akkor is "Károlyi-Biblia", ha "Károli"-nak írjuk: "A 16. században [] úgy írták: Károli, ám úgy ejtették: Károlyi. A király szót is királ-nak írták, de úgy ejtették: király." Ezt a gondolatot erősíti a Vizsolyi Biblia címlapján látható "Visolban" írásmód is.   

## A vizsolyi Biblia története
A Biblia teljes magyar fordítását és kinyomtatását Bornemisza Péter már korábban tervbe vette, amikor Mantskovits még nála dolgozott, erről 1580. február 18-án kelt levelének utóirata tanúskodik.
A Szentírást Károlyi Gáspár református esperes, gönci lelkész fordította le, a munkálatoknak 1586-ban kezdett neki. Három év múlva el is készült a teljes fordítás. Károlyi három év alatt egyedül nem fordíthatta le az egész Bibliát; a fordítás nyelvének vizsgálata arra vall, hogy legalább három segítőtársa volt. Az Újtestamentum nyelvileg egységesnek látszik, ebből valószínűsíthető, hogy ezt a részt teljes egészében Károlyi fordította. A nyomtatást 1589. február 18-án kezdték meg a lengyel származású Mantskovits Bálint vezetésével, aki a nagy feladathoz Németalföldről hozatta a betűket, a papírt pedig Lengyelországból szerezték be. Mantskovits a nyomdáját Galgócról helyezte át Vizsolyba. A nyomtatás elkezdésekor még nem készült el a teljes fordítás, ezért Károlyi kéziratait az akkori diákok – köztük Szenczi Molnár Albert – laponként, gyalogszerrel hordták Göncről Vizsolyba.
1589. március 3-án Ernő főherceg és a királyi titkár, Faustus Verantius arról írt a szepesi kamarának, hogy Vizsolyban régi naptárt és más hasonló könyveket nyomtatnak, ezért Rákóczi Zsigmond segítségével betűit és könyveit kobozzák el. Rákóczi Zsigmond március 26-án a szepesi kamarán keresztül kérte, hogy engedjék meg a Biblia nyomtatását befejezni, és tagadta, hogy a nyomdász naptárnyomtatással foglalkozik. Rákóczi Vizsoly földesura volt, aki akkoriban még olyan kedvelt volt Bécsben, hogy meg tudta akadályozni a nyomtatás leállítását. További pártfogók voltak még: Ecsedi Báthori István, országbíró, híres imádságíró, valamint Drugeth Bálint – Ecsedi Báthori István sógora –, zempléni főispán és Magócsy Gáspár földbirtokos. A nyomtatást 1590. július 20-án fejezték be. Az eltelt 1 év és 5 hónap alatt 7-800 példányt nyomtattak.

## A vizsolyi Biblia felépítése
SZENT Biblia, az az Istennec O es Wy testamentvmanac prophétác es apostoloc által meg iratott szent könyuei. Magyar nyelwre fordittatott [Károlyi Gáspár és mások által] egészben és wijonnan az Istennec Magyar országban való anya szent egyházánac épülésére. Visolban MDXC Mantskovit.
Károlyi forrásait az elöljáróbeszédben részben megnevezi: a Vulgata, a Septuaginta, továbbá a század nagy biblikus tudósainak, Franciscus Vatablus, Sebastian Münster, Santes Pagninus és Immanuel Tremellius fordításai és kommentárjai. Héber és görög szöveget is használt. Nincs azonban tisztázva a korábbi részleges magyar fordításokhoz való viszonya, amelyekből bizonyára sokat merített. Heltai Gáspárra és Méliusz Juhász Péterre maga is hivatkozik. Felhasználta Székely István zsoltárfordítását is.
A Biblia 2412 oldalas, súlya kb. 6 kg.
A könyv három részből áll, mind önálló címlappal és levélszámozással van ellátva. Az első címlapon Magyarország címere szerepel, ez az egész műre vonatkozik. Ennek hátlapján az első rész tartalomjegyzéke található. Ez után Károlyi Gáspár terjedelmes Elöljáró beszédet írt „uraknak, vitézlő, nemes népeknek, istenfélő községnek, prédikátoroknak, Magyarországban és Erdélyben Gönc 1589 január 1”-i kelettel. Közvetlenül a főszöveg előtt állnak a fordító és a nyomdász figyelmeztetései az olvasókhoz. Az első rész a Ószövetség első 28 könyvét öleli fel Jézusnak, Sirák fiának könyvéig. Az első rész végén nyomdászjelvény látható.
A második címlap a könyv második és harmadik részére vonatkozik: A szent Bibliának második része, melyben vannak a próféták írási mind, a Makkabeusok könyvei és a mi Urunk Jézus Krisztusnak Új Testamentuma.
A harmadik rész címe: A mi Urunk Jézus Krisztusnak Új Testamentoma, alatta nyomdászjelvény, hátlapján rövid tartalomjegyzékkel. Utána egy behajtogatott nagy ívrét levél van beillesztve: Tábla Jézus Krisztusnak embersége szerint való nemzetségéről.
Károlyi a fejezetek elé tartalmi összefoglalást készített, a nehezebb részeket megmagyarázta, gyakran az egyik bibliai részt egy másikkal világította meg, és könnyen érthető példákkal szemlélteti. Az „Old(d) le saruidat” – abban a korban mikor a török birodalom Abaúj megye határáig terjedt –, a következőképpen magyarázza: „Mint a törökökről mondják, hogy amikor a templomokba bémennek levetik lábokról az ő csizmájukat, a helynek böcsüléséért.” A törököket más példában is használja, amikor arról beszél, hogy Máté evangélista adószedő volt; elmondja, hogy abban a korban a rómaiaktól éppúgy bérelték egy város adószedését a publikánusok, mint a törököktől az emingek.

## A vizsolyi Bibliák ma

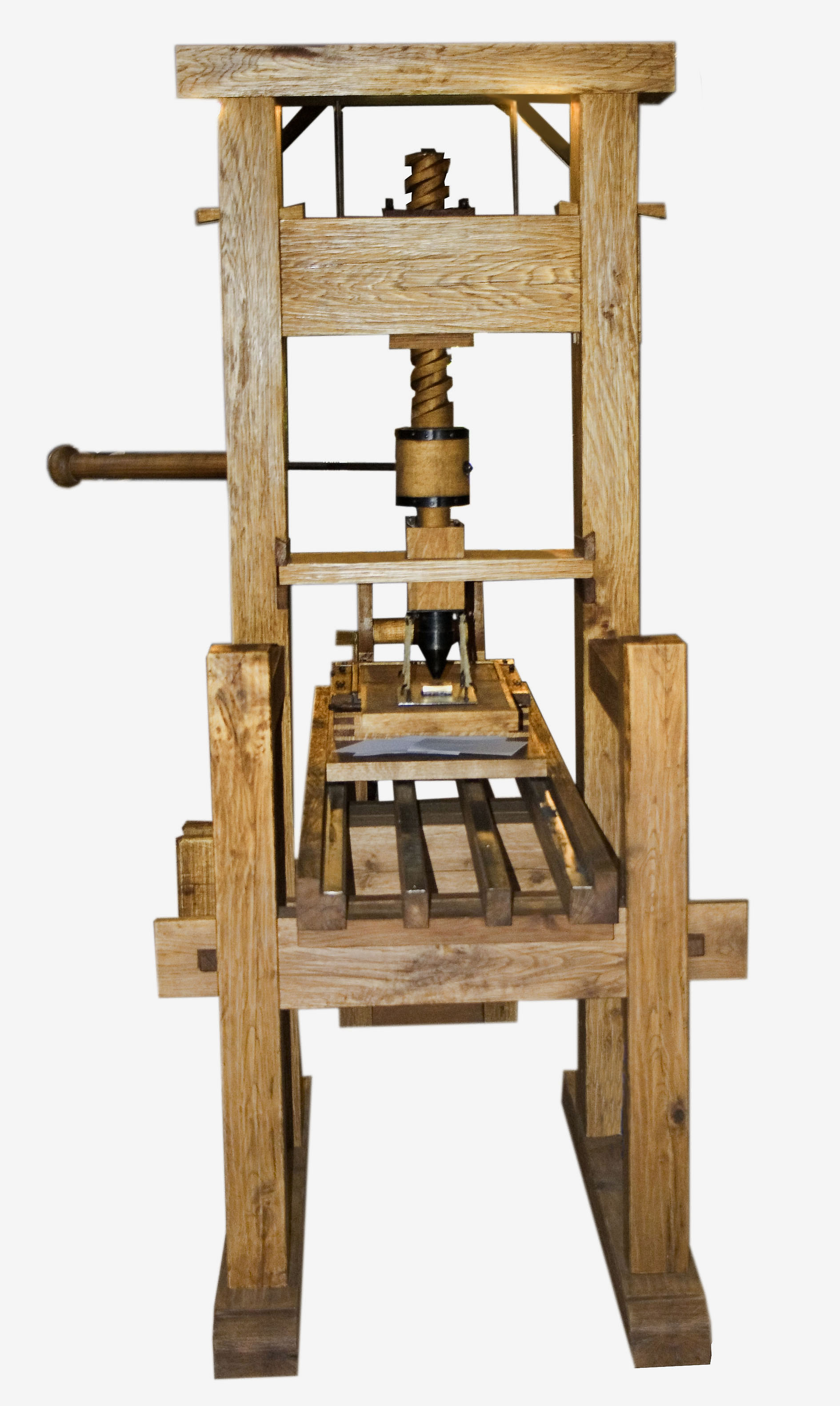
A rekonstruált nyomda, amivel a Biblia készült, ma a vizsolyi templomban van kiállítva

Az eredeti Bibliák komoly értéket képviselnek. 2003. november 28-án egy szinte teljesen sértetlenül fennmaradt kötete 12 millió forintért (a szakértők értékét 25-30 millió forintra becsülték) kelt el egy budapesti könyvárverésen. 2001-ben Londonban került kalapács alá a Bibliák egyike, ott 26 millió forintnak megfelelő összeget fizetett ki érte az új tulajdonos. 2008 májusában egy újabb példány került kalapács alá. Az árverés során a Biblia Ószövetségi hiánytalan jóállapotú része került eladásra, 2,2 millió forintért.
1981-ben huszonnyolcezer példányos hasonmás kiadást jelentettek meg, amelyet 1990-ben újabb kiadás követett (Helikon). 2015. végén 200 valóban hasonmás példány nyomtatása kezdődött meg korhű nyomdagépen és papírra.
A vizsolyi templomból 2002. február 10-én ellopták az eredeti példányt, és csak egy évvel később, 2003 szeptemberében Komáromban, egy elhanyagolt épületben egy tartály alatt, fóliába csomagolva találták meg.
Az elkészült Bibliákból a Régi Magyarországi Nyomtatványok című kiadványa alapján, 51 könyv maradt fenn (egyes tanulmányok „ötvennél több”-ről írnak). 1592 elején Károlyi hagyatékában 20 példányt találtak a Bibliákból.
Országok szerinti megoszlásban: Magyarországon 20, Erdélyben 14 (10 Kolozsvár különböző könyvtáraiban, 2 Marosvásárhelyen, 2 Gyulafehérváron.), Felvidéken 13, Csehországban 2, Ausztriában és Dániában 1–1.
Azon Bibliák, amelyek helye ismert:
- három példány az Országos Széchényi Könyvtárban,
- egy Sárospatakon,
- egy a vizsolyi templomban, ami 1940. október 31. óta tekinthető meg (egy ideig a Biblia kézbe vehető volt, de miután sok lap hiányzott belőle, vitrinbe került a hatalmas érték. A Biblia 2008-ban Tokajban, a Tokaji Borok Házában került kiállításra, augusztus 13. és szeptember 3. között).[16]

A Régi Magyarországi Nyomtatványok 1473–1600 című kiadvány (Akad. K. 1971) felsorolása a Bibliák hollétéről
- Magyarország
  - Budapest Acad 2 2 2 4
Budapesten, a Magyar Tudományos Akadémia Könyvtárában található 4 példány. Három példánynak (jelzetük: RM I. 2r 1/a; RM I. 2r 1/b; RM I. 2r 52) 10%-a hiányzik, valamint rendelkeznek egy töredékkel is, aminek több mint ötven százaléka nem maradt fenn.
  - Budapest Ev 2
  - Budapest Nat 2* 2* 4
  - Budapest Ref 1 1 (Nagykőrös, lyc.) 2* 2
  - Budapest Univ 1
Az Eötvös Loránd Tudományegyetem könyvtárában is található egy példány.
  - Debrecen Ref 2
A Tiszántúli Református Egyházkerületi és Kollégiumi Nagykönyvtárban két[18] példány található. Az információkat közlő szerint volt egy harmadik példány is, amelyet az 1950-es években illegálisan eladtak.
  - Debrecen Univ 2
A Debreceni Egyetem Egyetemi és Nemzeti Könyvtárban is található egy csonka, restaurált példány, amely 1956-ban került a Könyvtárhoz a OSZK Népkönyvtári Központjából. A Bibliából a következő részek hiányoznak: I. rész: [8], 1-15, 18-21, 25. lev.; II. rész: címlap; III. rész: 207-208, 211-236. lev. A harmadik rész előtt és a tábla hátoldalán kézírásos bejegyzések találhatóak az 1840-es évekből. Előzetes bejelentés alapján a Könyvtár kutatótermében a Biblia megtekinthető, ki kell kérni a Díszmű raktárszintről
  - Kalocsa Dioec 3*
A Kalocsai Főszékesegyházi Könyvtár gyűjteményében is található egy példány, amely csak az Ószövetségi részt tartalmazza, szintén előzetes bejelentés alapján megtekinthető az olvasóteremben. A Biblia 2008. áprilisától, 2008. szeptember 25-ig volt megtekinthető a Biblia Évére rendezett kiállításon.
  - Kecskemét Ref 2
A Kecskeméti Református Egyházközség Könyvtárában is megtalálható a Biblia egy három kötetes példánya. A példány újrakötött, az újrakötésnél a szélekből levágtak. A Biblia előzéklapján a következő olvasható: „Tisztelendó Tudós Somogyi Ferencz Slavóniában Kórógyi h.v. Lelkipásztor Úr ajándokából, Kecskeméti h.v. Fő Iskola Könyvtáráé. Octób. 1-sőjén 1843. Jegyzette Tomory Szabó Sándor Oktató és Könyvtárnok.”
  - Miskolc minor. rend.
  - Sárospatak Cath 
Sárospataki Római Katolikus Egyházi Gyűjtemény Könyvtára[19]
  - Sárospatak Ref 2* 2* 
Sárospataki Református Kollégium Tudományos Gyűjteményeiben
  - Sopron ev. lyc.
Berzsenyi Dániel Evangélikus Gimnáziumban egyesítették az iskolai és az egyházi könyveket. 1949-ben az egyházi könyvek - így a bibliák is - visszakerültek a soproni Evangélikus Egyház Levéltárába.
  - Szeged Civ 2
  - Vizsoly Ref 2
- Erdély
  - Gyulafehérvár 2* 2
  - Kolozsvár Acad II 2* 3* 3 3 4
  - Kolozsvár Acad III 3 3 4
  - Kolozsvár Univ 1 1
  - Marosvásárhely 2* 3
  - Máramarossziget ref. lyc.
- Felvidék
Pozsonyban, a Pozsonyi Líceumi könyvtárban (Ústredná knižnica Slovenskej akadémie vied), ez a példány csak az Ótestamentumot tartalmazza
  - Appony 1 1 1 4
  - Eperjes Scient 2
  - Kassa Scient 2
A Kassai Állami Könyvtárban (Štátna vedecká knižnica) található két példány (jelzetük: RMK 186 PA és GR 62). A második példány eredetisége nem teljesen tisztázott. Az RMK 186 PA[20] jelzetű Biblia van fel tüntetve a Régi Magyarországi Nyomtatványok 1473-1600 kiadványban,[21] valamint a Régi Magyar Könyvtárban.[22] A címlapok és az utolsó lapok hiányoznak, valamint egy-két lapon a számozás hibás. Előző tulajdonosokról a Bibliában megmaradt pecsétek tanúskodnak: Kassai Királyi Jogakadémia Könyvtára - K. K. Rechtsakademia Bibliothek In Kaschau - Kassai Királyi Jogakadémia Könyvtára 
A másik (GR 62)[23] példány eredetiségét amiatt vonják kétségbe, mert a címlap hiányzott, valamint a nyomtatásra vonatkozó adatok csak másodlagosak (hasonlóságok a tipográfiában, a lapokban, lapszéli jegyzetek). Restaurált darab, mivel rothadásnak indult; a restaurátoroknak az összes lapszéli jegyzetet le kellett vágniuk, hogy a könyvet megóvják a további állapotromlástól. Emellett ebből a példányból is hiányoznak lapok, és a számozással is vannak itt-ott problémák.
  - Kisszeben 4
  - Kistapolcsány 2*
  - Jászó MS 2 –
  - Pozsony Acad 1
  - Pozsony Capit 4
  - Pozsony Univ 1 O
  - Rozsnyó Ev 2
- Egyéb
  - Bécs Nat 3 Olim: Debrecen, ref. coll. (expéldául 2)
  - Koppenhága Reg 1 (Királyi Könyvtár - Det Kongelige Bibliotek)
  - Olmütz Univ 3*

Károlyi tisztában volt azzal, hogy az elkészült művet kritizálni fogják. Erről a következőképpen írt a Biblia elöljáróbeszédében:
„Bizonynyal tudom és semmit sem kételkedem, hogy ezen mi munkánknak, minekutána emberek közé az kimegyen, sok irigye és sok rágalmazója lészen. Mert miképen az testet követi az árnyék, azonképen a virtust az az a jóságos cselekedeteket követi az irigység. Es akik az rágalmazásra születtek, mivelhogy a más ember munkájához, vagy cselekedeteihez hasonlót nem cselekedhetnek, ha különben annak nem árthatnak, rágalmazzák azt. Mindazáltal senkinek sem irigységével, sem rágalmazásával nem gondolok; mert az Isten és az én jó lelkiösmeretem nekem bizonyságom, hogy nem egyebet, hanem a nagy Istennek tisztességére, s az ő házának épületére néztem a dologban.”
Annak okáért minden keresztény olvasót kér, hogy munkájáért ne rágalmazzák, meg ne keserítsék, hanem nagy isteni félelemmel és hálaadással vegyék és olvassák e magyar nyelvre fordított Bibliát; netaláni fordításbeli hibáit jegyezzék meg és őt intsék meg, hogy a míg Isten e testben tartja, megjobbíthassa. „Szabad mindennek az Isten házába ajándékot vinni… én azt viszem, a mit vihetek, ti. magyar nyelven az egész Bibliát.”
Károlyi azonban már nem tudta a Bibliát újra kiadni, mert nem sokkal a Biblia elkészülte után meghalt. 1608-ban az egykor Göncön tanuló, Szenczi Molnár Albert készítette el a javított kiadást, a hanaui Bibliát.